# Montseron
Montseron är en kommun i departementet Ariège i regionen Occitanien i södra Frankrike. Kommunen ligger  i kantonen La Bastide-de-Sérou som ligger i arrondissementet Foix. År 2022 hade Montseron 103 invånare.

## Befolkningsutveckling
Antalet invånare i kommunen Montseron
Referens: INSEE